# Stephen Rannazzisi
Stephen Rannazzisi (Smithtown, 4 de julho de 1978) é um ator e comediante estadunidense. Ele é mais conhecido pelo seu papel de Kevin MacArthur na sitcom do FXX The League.

## Filmografia

### Cinema
| Ano  | Título                 | Papel                       | Notas |
| ---- | ---------------------- | --------------------------- | ----- |
| 2004 | The Fax                | Whitley                     | Curta |
| 2005 | Lost Reality 2         | Billy Barnes                |       |
| 2006 | For Your Consideration | Guarda de portão de estúdio |       |
| 2009 | Paul Blart: Mall Cop   | Stuart                      |       |
| 2009 | Imagine That           | Noah Kulick                 |       |
| 2010 | Homewrecker            | Charles                     |       |

### Televisão
| Ano       | Título               | Papel           | Notas                              |
| --------- | -------------------- | --------------- | ---------------------------------- |
| 2003      | Punk'd               | Agente de campo | 5 episódios                        |
| 2005      | Kitchen Confidential | Banker          | episódio: "Aftermath"              |
| 2006–2007 | Big Day              | Skobo           | Protagonista; 12 episódios         |
| 2008–2009 | Samantha Who?        | Seth Barber     | 6 episódios                        |
| 2009      | Trust Me             | Jonah Quarles   | episódio: "But Wait, There's More" |
| 2009–2015 | The League           | Kevin MacArthur | Protagonista                       |
| 2010      | Outsourced           | Brad Dempsey    | episódio: "Temporary Monsanity"    |
| 2011      | Love Bites           | Kyle            | 2 episódios                        |
| 2016      | Roast Battles        | Ele mesmo       | episódio: "Night One"              |
| 2016      | New Girl             | Todd Ploons     | episódio: "No Girl"                |

### Websérie
| Ano       | Título           | Papel | Notas                      |
| --------- | ---------------- | ----- | -------------------------- |
| 2012–2013 | Daddy Knows Best | Steve | Protagonista; 17 episódios |